# 칼리아니데아속
칼리아니데아속(Callianidea)은 십각목 가재아재비하목에 속하는 갑각류 속의 하나이다. 칼리아니데아과(Callianideidae)의 유일속이다. 2종을 포함하고 있다.

## 분류
- 칼리아니데아과(Callianideidae) Kossmann, 1880
  - 칼리아니데아속(Callianidea) H. Milne Edwards, 1837
    - Callianidea laevicauda Gill, 1859
    - Callianidea typa H. Milne Edwards, 1837